# Атен (Па де Кале)
Атен (фр. Attin) насеље је и општина у североисточној Француској у региону Север-Па де Кале, у департману Па де Кале која припада префектури Montreuil.
По подацима из 2011. године у општини је живело 697 становника, а густина насељености је износила 104,03 становника/km². Општина се простире на површини од 6,7 km². Налази се на средњој надморској висини од 11 метар (максималној 77 m, а минималној 2 m).

## Демографија
| 1962. | 1968. | 1975. | 1982. | 1990. | 1999. | 2011. |
| ----- | ----- | ----- | ----- | ----- | ----- | ----- |
| 450   | 450   | 427   | 513   | 560   | 682   | 697   |

График промене броја становника у току последњих година